# Pieter Wouwerman

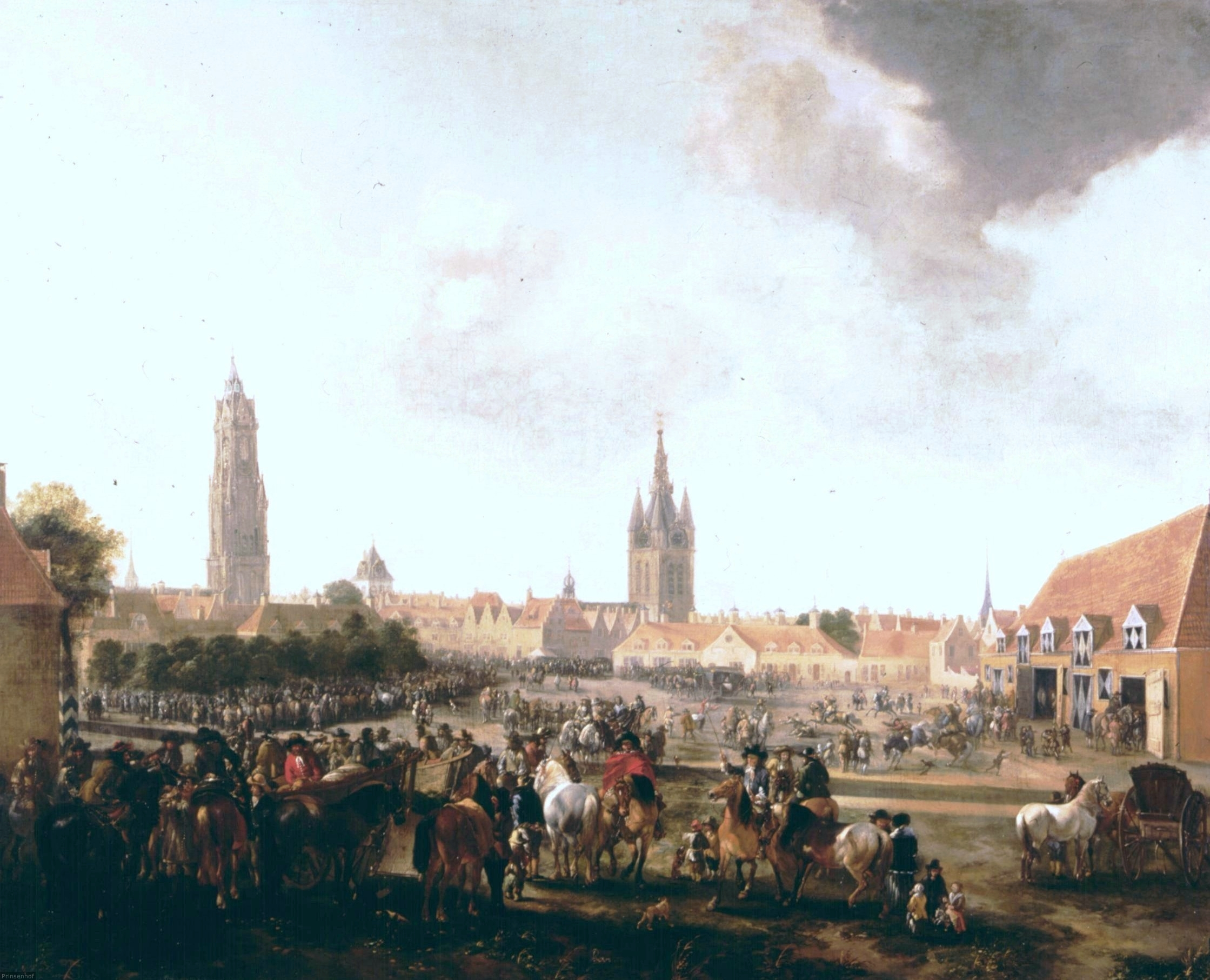
Gezicht op de paardenmarkt in Delft uit 1665, een van de werken van Pieter Wouwerman.

Pieter Wouwerman (Haarlem, 13 september 1623 - Amsterdam, 9 mei 1682) was een Hollandse landschapsschilder uit de Gouden Eeuw.

## Biografie
Volgens Arnold Houbraken (1660-1719), een biograaf van schilders uit de Gouden Eeuw, was Pieter Wouwerman de broer van Jan en Philips Wouwerman, eveneens landschapsschilders, die net als hun beroemdere broer Pieter Italiaanse landschappen verkochten in de stijl van de kunstschilder Pieter van Laer.
Houbraken schrijft over de anekdote dat Philips Wouwerman vlak voor zijn dood zijn schetsboeken verbrandde, om te voorkomen dat zijn broer Pieter er geld aan kon verdienen. Houbraken claimde dat het slechts een gerucht was en kwam met een ander verhaal dat mogelijk meer waarheid bevat. Toen Pieter van Laer terugkeerde naar Haarlem, werd hem minder geld geboden voor zijn schilderijen dan hij er in Italië voor kreeg. Omdat hij zijn prijs weigerde te verlagen, vroeg een potentiële koper aan Philips Wouwermans om een schilderij van Van Laer te kopiëren en voor een goedkopere prijs aan hem te verkopen. Het succes van deze werkwijze zorgde ervoor dat de carrière van de gebroeders Wouwermans in een stroomversnelling kwam ten koste van Pieter van Laer. 
Houbraken schrijft van Michiel Carré vernomen te hebben, die het op zijn beurt vernam van Pieter Gerritsz van Roestraten en Jacob de Wet, dat een schuldgevoel Philips dwong om voor zijn dood alle in zijn bezit zijnde kopieën te verbranden.
Volgens het Rijksbureau voor Kunsthistorische Documentatie was Pieter een student van Roelant Roghman, zijn oudere broer Philips en van zijn vader Pauwels. Hij verliet Haarlem voor Amsterdam in 1657-1659. Hij was ook werkzaam in Parijs.
- Biblioteca Nacional de España: XX5050337
- Bibliothèque nationale de France: cb119449333 (data)
- Biografisch Portaal: 40576190
- Digitale Bibliotheek voor de Nederlandse Letteren: wouw008
- Gemeinsame Normdatei: 174290691
- International Standard Name Identifier: 0000 0001 1690 3341
- KulturNav: 0866fea5-ff0b-4244-a113-f041c9876a3f
- Nederlandse Thesaurus van Auteursnamen: 363416838
- RKD-Nederlands Instituut voor Kunstgeschiedenis: 85691
- Union List of Artist Names: 500000219
- Virtual International Authority File: 95681999
- WorldCat: E39PBJrRdjt4dwg3fpdwkf6HYP